# Achille Silvestrini
Achille Silvestrini, italijanski rimskokatoliški duhovnik, škof in kardinal, * 25. oktober 1923, Brisighella, † 29. avgust 2019, Vatikan.

## Življenjepis
13. julija 1946 je prejel  duhovniško posvečenje.
4. maja 1979 je bil imenovan za naslovnega nadškofa Novaliciana in za tajnika v Rimski kuriji; 27. maja istega leta je prejel škofovsko posvečenje.
28. junija 1988 je bil povzdignjen v kardinala in imenovan za kardinal-duhovnika S. Benedetto fuori Porta S. Paolo.
1. julija 1988 je bil imenovan za prefekta Apostolske signature. Med 24. majem 1991 in 7. septembrom 2000 je bil prefekt Kongregacije za vzhodne Cerkve.
9. januarja 1999 je bil imenovan za kardinal-duhovnika S. Benedetto fuori Porta S. Paolo.